# Antiguo cementerio cristiano de Abbottabad
El Antiguo cementerio cristiano de Abbottabad es un cementerio situado en la ciudad de Abbottabad, Khyber Pakhtunkhwa (ex PFNM), Pakistán. Data de la época colonial británica.
El cementerio fue establecido en 1853 cuando James Abbott (oficial del ejército indio) fundó la propia ciudad de Abbottabad, y por mucho tiempo, siguió siendo el principal cementerio cristiano en la ciudad y en las cercanas zonas de la montaña Galyat y más tarde se unió a la Iglesia de San Lucas en Abbottabad cuando se terminó en 1864. El cementerio contiene muchas tumbas antiguas interesantes y monumentos. La mayoría de estas tienen conexiones e importancia en campañas militares, para los historiadores.